# 葡萄糖醛酸內酯
葡萄糖醛酸內酯，简称葡醛內酯，是一種自然產生的化學物質，在人的肝臟所產生的葡萄糖代謝物。這是一種重要的結締組織的組成成份。在某些都市傳說中，認為這是越戰時期，美軍所製作的毒品。但傳聞已被證實不實。在醫療用途上，用於急慢性肝炎、肝硬化，或用於食物或藥物的中毒解毒之用。

## 食品添加物
在美國，葡萄糖醛酸內酯可做為食品添加物。